# أدريان جونسون (حكم كرة قاعدة)
أدريان جونسون (بالإنجليزية: Adrian Johnson) هو لاعب كرة قاعدة أمريكي، ولد في 25 مايو 1975 في هيوستن في الولايات المتحدة.